# 1865 Cerberus
1865 Cerberus è un asteroide near-Earth del diametro medio di circa 1,2 km. Scoperto nel 1971, presenta un'orbita caratterizzata da un semiasse maggiore pari a 1,0799982 UA e da un'eccentricità di 0,4669002, inclinata di 16,09237° rispetto all'eclittica.